# Veronica Bawuah
Veronica Bawuah (* 5. Dezember 1967) ist eine ehemalige ghanaische Leichtathletin, die sich auf den Sprint spezialisiert hat. Ihre größten Erfolge feierte sie mit dem Gewinn der Goldmedaille in der 4-mal-100-Meter-Staffel bei den Afrikameisterschaften 1988 in Annaba.

## Sportliche Laufbahn
Erste internationale Erfahrungen sammelte Veronica Bawuah vermutlich im Jahr 1985, als sie bei den Afrikameisterschaften in Kairo in 3:42,32 min gemeinsam mit Mary Mensah, Doris Wiredu und Ayishetu Adam die Bronzemedaille hinter den Teams aus Nigeria und Kenia gewann. 1988 gewann sie bei den Afrikameisterschaften in Annaba in 24,35 s die Bronzemedaille im 200-Meter-Lauf hinter der Nigerianerin Falilat Ogunkoya und ihrer Landsfrau Martha Appiah. Zudem siegte sie in 44,68 s gemeinsam mit Diana Yankey, Mercy Addy und Martha Appiah in der 4-mal-100-Meter-Staffel. Anschließend nahm sie mit der 4-mal-100-Meter-Staffel an den Olympischen Sommerspielen in Seoul teil und schied dort mit 44,30 s im Halbfinale aus. Nach mehreren Jahren ohne überlieferte Wettkampfergebnisse gewann sie 1998 bei den Afrikameisterschaften in Dakar in 43,89 s gemeinsam mit Vida Nsiah, Monica Twum und Mavis Akoto die Bronzemedaille hinter den Teams aus Nigeria und Madagaskar. Anschließend belegte sie bei den Commonwealth Games in Kuala Lumpur in 52,70 s den sechsten Platz im 400-Meter-Lauf und gelangte im Staffelbewerb mit 43,81 s auf Rang fünf. Im Jahr darauf schied sie bei den Afrikaspielen in Johannesburg mit 54,41 s im Vorlauf über 400 Meter aus. 2000 nahm sie mit der Staffel erneut an den Olympischen Sommerspielen in Sydney teil und verhalf dort der Mannschaft mit neuem Landesrekord von 43,77 s zum Halbfinaleinzug. Daraufhin beendete sie ihre aktive sportliche Karriere im Alter von 33 Jahren.

## Persönliche Bestzeiten
- 100 Meter: 11,67 s (+0,4 m/s), 26. August 2000 in Oordegem
- 200 Meter: 24,71 s (−0,2 m/s), 2. Juni 1999 in Chemnitz
- 400 Meter: 52,58 s, 17. September 1998 in Kuala Lumpur